# Abmoträsket
Abmoträsket är en sjö i Sorsele kommun i Lappland och ingår i Umeälvens huvudavrinningsområde. Sjön har en area på 10,2 kvadratkilometer och ligger 348 meter över havet. Sjön avvattnas av vattendraget Abmobäcken.
Sjön är belägen söder om Sorsele i Staggträskån.

## Delavrinningsområde
Abmoträsket ingår i delavrinningsområde (726136-158521) som SMHI kallar för Utloppet av Abmoträsket. Medelhöjden är 380 meter över havet och ytan är 43,19 kvadratkilometer. Räknas de 2 avrinningsområdena uppströms in blir den ackumulerade arean 62,66 kvadratkilometer. Abmobäcken som avvattnar avrinningsområdet har biflödesordning 4, vilket innebär att vattnet flödar genom totalt 4 vattendrag innan det når havet efter 284 kilometer. Avrinningsområdet består mestadels av skog (70 %). Avrinningsområdet har 10,23 kvadratkilometer vattenytor vilket ger det en sjöprocent på 23,7 %.